# Хименес Касинцева, Виктория
Виктория Хименес Касинцева (исп. Victoria Jiménez Kasintseva; род. 9 августа 2005, Андорра-ла-Велья) — теннисистка из Андорры. Первая теннисистка в истории Андорры, победившая в турнире Большого шлема (в одиночном разряде среди юниоров на Открытом чемпионате Австралии 2020), бывшая первая ракетка мира среди юниоров.

## Биография
Хименес Касинцева родилась в Андорре в семье андоррца Хоана Хименеса Герры (исп. Joan Jimenez Guerra) и русской матери Юлии Касинцевой. Отец — бывший профессиональный теннисист, наивысшая позиция за карьеру — 505-е место рейтинга ATP.
Хименес Касинцева свободно владеет пятью языками: испанским, английским, каталанским, французским и русским.
Её любимые игроки — Рафаэль Надаль и Петра Квитова.

## Спортивная карьера
Хименес Касинцева начался заниматься теннисом под руководством своего отца в 2009 году.

### 2020—2021
1 февраля 2020 года выиграла Открытый чемпионат Австралии среди юниорок, обыграв в финале польку Веронику Башак со счётом 5-7 6-2 6-2. Таким образом, 14-летняя Хименес Касинцева выиграла свой дебютный Большой шлем, будучи самой молодой его участницей, а также стала первой среди теннисистов и теннисисток Андорры, кому удалось завоевать трофей Большого шлема.
9 марта 2020 года Хименес Касинцева стала первой ракеткой мира в женском одиночном разряде среди юниоров.
На счету теннисистки 10 титулов в юниорском туре ITF (включая 9 в одиночном разряде).
29 апреля 2021 года в Мадриде дебютировала в основной сетке турниров WTA, проиграв Кики Бертенс.
В ноябре 2021 года выиграла свой первый титул ITF в Бразилии, победив в финале венгерку Панну Удварди 6-3 7-5. На 2021 год — единственная в Андорре профессиональная теннисистка.

### 2022—2024
В 2022 году на Открытом чемпионате Кореи одержала первую победу в туре WTA — против француженки Хлои Паке со счётом 6-2 6-2. Затем Хименес Касинцева победила канадку Ребекку Марино, после чего проиграла будущей финалистке Елене Остапенко.
В октябре 2022 года и марте 2023 года завоевала свои второй и третий титулы ITF. В ноябре 2023 года завоевала свой четвёртый титул ITF — в Остине.
В апреле 2024 года на турнире WTA 1000 в Мадриде одержала первую победу на тысячниках, выиграв у Чжу Линь 6-4 6-3.
В июле 2024 года в одиночном разряде стала финалисткой 100-тысячного турнира ITF Open Araba en Femenino в Витория-Гастейсе (Испания), где она в финале проиграла филиппинке Александре Эала со счётом 4-6, 4-6.

## Рейтинг на конец года
| Год  | Одиночный рейтинг | Парный рейтинг |
| 2024 | 151               | 1192           |
| 2023 | 303               | 971            |
| 2022 | 129               | 309            |
| 2021 | 373               | 737            |
| 2020 | —                 | 1461           |